# Juanfran Moreno
Juan Francisco Moreno Fuertes ou Juanfran (Madrid, 11 de setembro de 1988) é um ex-futebolista espanhol que atuava como lateral-direito.

## Carreira
Juanfran começou a carreira no Getafe.